# Берни ан Сантер
Берни ан Сантер (фр. Berny-en-Santerre) насеље је и општина у североисточној Француској у региону Пикардија, у департману Сома која припада префектури Перон.
По подацима из 2011. године у општини је живело 151 становника, а густина насељености је износила 34,09 становника/km². Општина се простире на површини од 4,43 km². Налази се на средњој надморској висини од 140 метара (максималној 87 m, а минималној 62 m).

## Демографија
| 1962. | 1968. | 1975. | 1982. | 1990. | 1999. | 2011. |
| ----- | ----- | ----- | ----- | ----- | ----- | ----- |
| 172   | 174   | 169   | 146   | 149   | 153   | 151   |

График промене броја становника у току последњих година